# Bombarder (bend)
Bombarder je  speed/thrash metal-sastav. Osnovan je 1986. godine u Sarajevu, SR Bosna i Hercegovina, u to vrijeme dio SFR Jugoslavije. Tijekom rata u BiH, pogibaju gitarist Maho Šiljdedić te bubnjar Fahrudin Čelik, a pjevač benda Nenad Kovačević se seli u Srbiju, gdje obnavlja bend s novom postavom.

## Diskografija

### Studijski albumi
- Speed Kill (1989.)
- Bez milosti (1989.)
- Crni dani (1995.)
- Ko sam ja (1997.)
- Ledena krv (2003.)
- Ima li života prije smrti (2010.)
- Okot iz pakla (2016.)
- Sa dna groba (2024.)

### Kompilacijski albumi
- Bez balads - Najbolje (2000.)

### Video albumi
- Bombarder: Sarajevo - Novi Sad (1991.)